# Zürichsee-Schifffahrtsgesellschaft
Die Zürichsee-Schifffahrtsgesellschaft AG (ZSG) ist ein schweizerisch konzessioniertes Unternehmen, das Schifffahrt auf dem Zürichsee betreibt. Das Unternehmen ist eine Aktiengesellschaft mit Sitz in Zürich. 
Seit 1835 hatten Vorgängergesellschaften kommerzielle Schiffstransporte auf dem Zürichsee angeboten. Nach mehreren Fusionen und Umbenennungen entstand die ZSG im Jahr 1890 als Zürcher Dampfbootgesellschaft. Im Jahr 1957 erhielt das Unternehmen seinen heutigen Namen.

## Einsatzgebiet
Das Einsatzgebiet der ZSG umfasst den Zürichsee, den Obersee und die durch die Stadt Zürich führende Limmat. Im Sommerfahrplan werden unter anderem folgende Kursfahrten angeboten (Stand 2023):
- Grosse Seerundfahrt für beide Seeufer zwischen Zürich und Rapperswil im Zweistundentakt.
- Kleine Seerundfahrt: Zürich Bürkliplatz – Zürichhorn – Küsnacht – Küsnacht Heslibach – Erlenbach – Thalwil – Rüschlikon – Kilchberg – Zürich Bürkliplatz sowie in die umgekehrte Richtung.
- Mini Seerundfahrt: Zürich Bürkliplatz – Zürich Wollishofen – Zollikon – Zürich Tiefenbrunnen – Zürichhorn – Zürich Bürkliplatz sowie in die umgekehrte Richtung.

Neben den fahrplanmässigen, ganzjährigen Einsätzen bietet die Gesellschaft auch verschiedene Extra- und Erlebnisfahrten an. Beliebt sind die Partyschiffe und Erlebnisschiffe mit vielfältigen kulinarischen Schwerpunkten. In der Wintersaison stellt das Unternehmen auch einige seiner Schiffe für spezielle Anlässe wie die Degustations- und Weinausstellung Expovina zur Verfügung.

## Geschichte

### Vorgängergesellschaften
Der Spediteur Franz Karl Caspar aus Rorschach und der Mechaniker Johann Jacob Lämmlin aus Schaffhausen gründeten am 19. März 1834 die Gesellschaft Caspar und Lämmlin, Unternehmer der Dampfschiffahrt auf dem Zürcher- und Walensee.
Am 23. September 1834 lief das von Caspar und Lämmlin in Auftrag gegebene Boot Vulkan in der Maschinenfabrik William Fairbairn in Manchester vom Stapel. Über die Nordsee und den Rhein gelangte es nach Augst, wurde dort zerlegt und am 13. und 14. April 1835 mit Fuhrwerken zum Schiffbauplatz nach Zürich transportiert. Dort wurde es von der Firma Caspar Escher, die dadurch erstmals mit dem Schiffbau in Kontakt kam, um 19 Fuss verlängert. Die Maschinenfabrik Caspar Escher trat der Firma mit dem Zusatz & Co. bei.

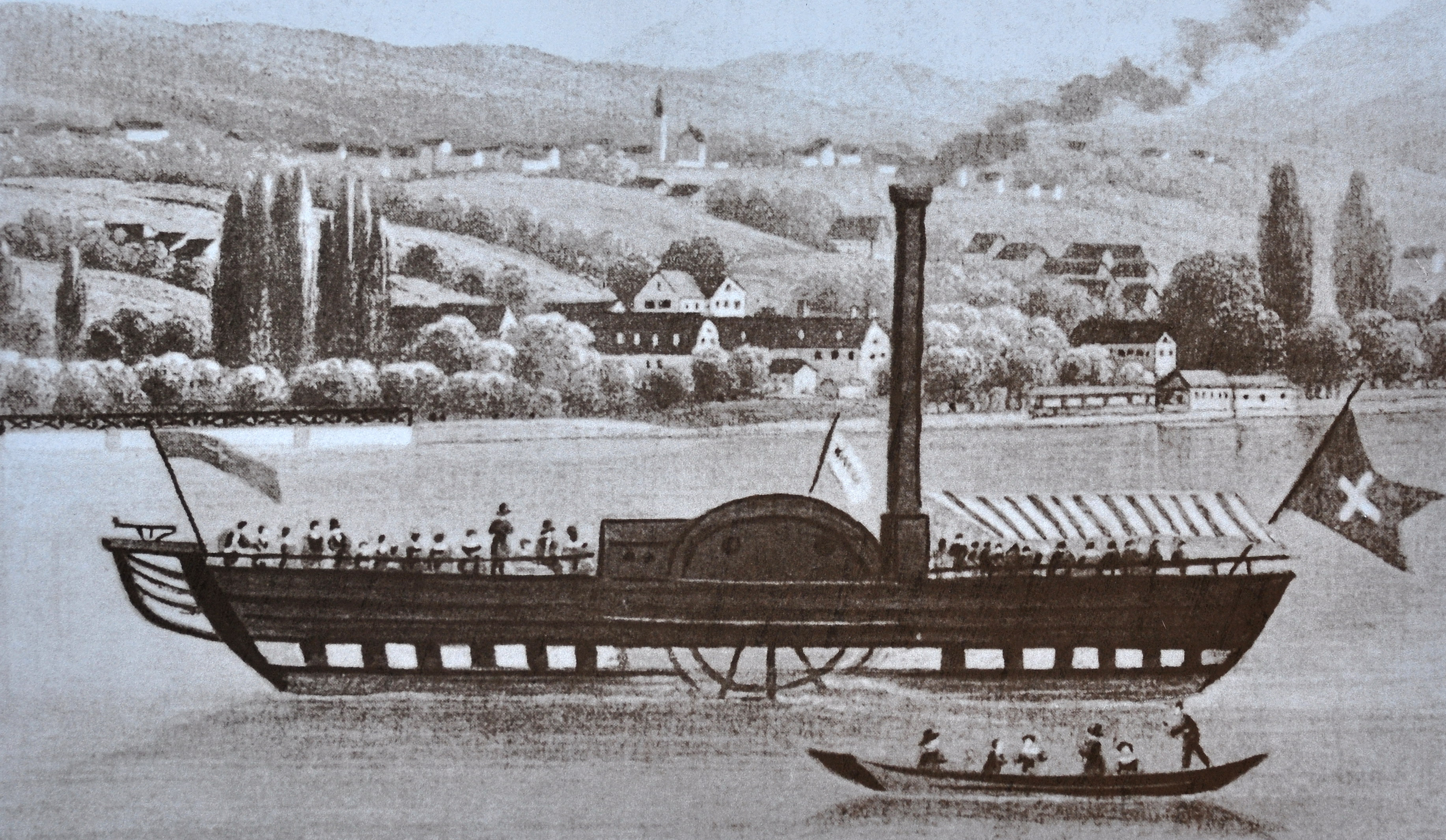
Die Minerva bei Zürich (1835)

Das Schiff, das mittlerweile in Minerva umgetauft worden war, lief am 20. Juni 1835 am heutigen Utoquai zum zweiten Mal vom Stapel. Am 19. Juli 1835 startete es zur Jungfernfahrt nach Rapperswil und zurück. Am 24. Juli 1835 nahm die Minerva den regulären Fahrbetrieb Zürich – Rapperswil auf. Sie war das erste mit einer Dampfmaschine betriebene Schiff auf dem Zürichsee und das erste eiserne Dampfschiff auf dem europäischen Kontinent.
Im Jahr 1837 wurde die Gesellschaft Linth-Escher und 1839 die Republik AG gegründet. Beide Unternehmen bauten unter eigenem Namen jeweils ein eigenes Schiff und griffen in das Geschäft auf dem Zürichsee ein.
Zwischen 1839 und 1843 fusionierten die drei Gesellschaften zur Zürichsee- und Walenseegesellschaft AG. Nach der Fusion 1869 mit der Dampfbootgesellschaft linkes Ufer nannte sich die Gesellschaft Dampfschiffgesellschaft für den Zürichsee (DGZ).
Im Jahr 1874 übernahm die Erbauerin der linksufrigen Seebahn, die Schweizerische Nordostbahn (NOB), den gesamten Schiffspark auf dem Zürichsee, reduzierte sogleich die Schiffe auf sechs Einheiten und dünnte den Fahrplan stark aus.

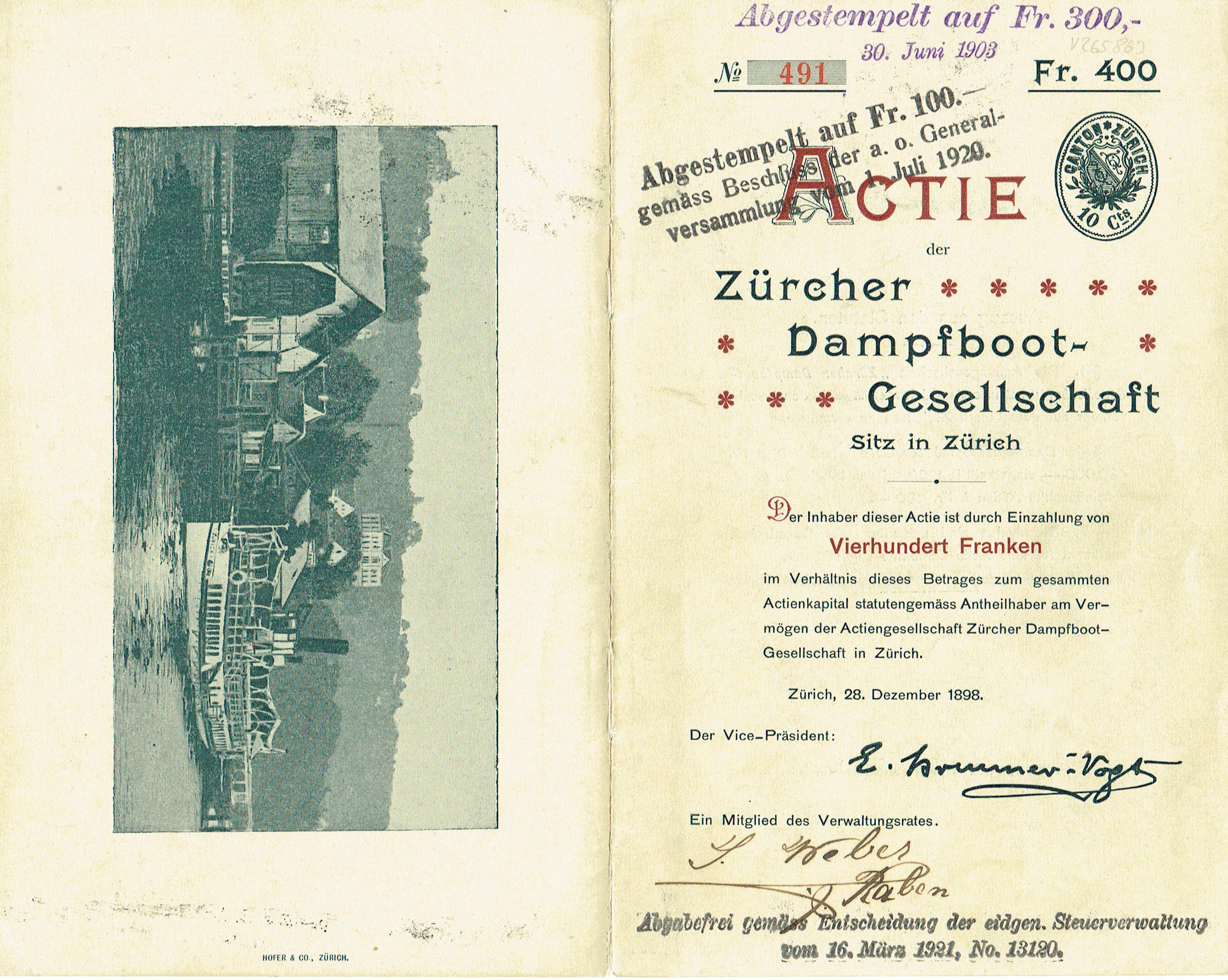
Aktie über 400 Franken der Zürcher Dampfboot-Gesellschaft vom 28. Dezember 1898

Aktie über 100 Franken der Zürichsee-Schiffahrtsgesellschaft vom 27. Januar 1972

### Gründung
Die ZSG gibt das Jahr 1890 als ihr Gründungsjahr an. Damals wurde sie als Zürcher Dampfbootgesellschaft (ZDG) in Zürich ins Leben gerufen. Der Hintergrund war, dass die Eisenbahn immer stärker auf dem Vormarsch war und die Einstellung des Schiffsbetriebs auf dem Zürichsee drohte.

### Weitere Entwicklung
Zur Sicherung eines tramähnlichen Vorortverkehrs auf dem Zürichsee wurde im Gründungsjahr 1890 eine Serie von neun Schraubendampfern in Auftrag gegeben. Diese Dampfschwalben sollten den Nahverkehr rund um Zürich gewährleisten. Sie verkehrten ab 1892/93 regelmässig von der Rathausbrücke nach Wollishofen und Tiefenbrunnen sowie nach Küsnacht und Thalwil. Aufgrund der guten Personenfrequenzen wurden zwischen 1894 und 1897 die drei grossen Schraubenraddampfer Waedenswil, Speer und Zürich in Dienst gestellt.
Im Jahr 1900 übernahm die ZDG die im Jahr 1894 gegründete Dampfbootgesellschaft Wädenswil und verfügte danach mit insgesamt zwölf Schraubendampfern über die grösste Schiffsflotte der Schweiz. Bei der Verstaatlichung der NOB im Jahr 1903 wurde der Schiffsbetrieb ausgelagert und gelangte ebenfalls an die ZDG.
Im Hinblick auf die Landesausstellung in Zürich wurde 1934 mit dem Motorschiff Etzel das erste von Grund auf als Dieselmotorschiff konzipierte Fahrzeug in Betrieb genommen. Die Firma Escher Wyss verbaute für den Schiffsvortrieb den ersten hydraulischen Verstellpropeller weltweit und schrieb damit Schifffahrtsgeschichte.
Im Jahr 1957 wurde die Gesellschaft aufgrund der technischen Entwicklung in Zürichsee-Schiffahrtsgesellschaft (ZSG) umbenannt. Der Anlass war die Auftragsvergabe zum Bau des Schiffes Limmat, das den Raddampfer Helvetia ersetzen sollte. Das Dampfschiff Helvetia war noch bis 1959 in Betrieb.
Die ZSG ist Teil des Zürcher Verkehrsverbunds (ZVV) seit dessen Gründung im Jahr 1990 und eines von acht marktverantwortlichen Unternehmen. Zum Marktgebiet gehören der Zürichsee inklusive Obersee und die Limmat. Auf den Kursschiffen sind die üblichen ZVV-Zonenbilette gültig. Dies schliesst auch den Personentransport bei der selbstständig auftretenden ZSG-Limmatschifffahrt und der eigenständigen Zürichsee-Fähre Horgen–Meilen AG ein.
Im Jahr 2008 wurde der Firmenname der aktuellen Rechtschreibung angepasst und in Zürichsee-Schifffahrtsgesellschaft AG geändert.

## Flotte
Die Flotte besteht 2007 aus 17 Schiffen.
| Name             | Typ          | Jahr | Pers. | Werft         | Antrieb               | Anmerkungen | Bild                                                             |
| ---------------- | ------------ | ---- | ----- | ------------- | --------------------- | --- | ---------------------------------------------------------------- |
| Stadt Zürich     | Raddampfer   | 1909 | 750   | Escher Wyss   | 368 kW (Escher Wyss)  | | 2010 bei der Ankunft in Rapperswil                               |
| Stadt Zürich     | Raddampfer   | 2023 | 750   | ZSG/ÖSWAG     | 368 kW (Escher Wyss)  | Einbau Dieselgeneratoren zur Effizienzsteigerung |                                                                  |
| Stadt Rapperswil | Raddampfer   | 1914 | 750   | Escher Wyss   | 368 kW (Escher Wyss)  | | 2009 dekoriert anlässlich seiner Indienststellung vor 100 Jahren |
| Stadt Rapperswil | Raddampfer   | 2022 | 750   | ZSG/ÖSWAG     | 368 kW (Escher Wyss)  | Einbau Dieselgeneratoren zur Effizienzsteigerung | 2009 dekoriert anlässlich seiner Indienststellung vor 100 Jahren |
| Helvetia         | Motorschiff  | 1964 | 1200  | Bodan         | 635 kW (MAN)          | | 2009 im Hintergrund das Grossmünster                             |
| Helvetia         | Motorschiff  | 2013 | 1000  | Bodan         | 1× 746 kW (CAT C32)   | |                                                                  |
| Linth            | Motorschiff  | 1952 | 1000  | Bodan         | 2 × 365 kW (MAN)      | | 2014 vor Küsnacht                                                |
| Linth            | Motorschiff  | 2018 | 850   | ZSG-Technik   | 2 × 448 kW (CAT C 18) | |                                                                  |
| Limmat           | Motorschiff  | 1958 | 850   | Bodan         | 485 kW (MAN)          | | 2009 bei Rapperswil                                              |
| Limmat           | Motorschiff  | 2013 | 700   | Bodan         | 1× 634 (CAT C32)      | |                                                                  |
| Wädenswil        | Motorschiff  | 1968 | 700   | Bodan         | 442 kW (MAN)          | | 2014 bei Küsnacht mit Goldhase von Lindt & Sprüngli              |
| Wädenswil        | Motorschiff  | 2017 | 600   | ZSG / MABO    | 1× 559 kW (CAT C32)   | |                                                                  |
| Panta Rhei       | Motorschiff  | 2007 | 700   | ÖSWAG         | 2 × 442 kW (MAN)      | | 2010 beim Seefeld-Quai in Zürich                                 |
| Panta Rhei       | Motorschiff  | 2019 | 700   | ZSG / Shiptec | 2× 448 kW (CAT C 18)  | |                                                                  |
| Säntis           | Motorschiff  | 1957 | 400   | Bodan         | 331 kW (MWM)          | | MS Säntis auf dem Zürichsee                                      |
| Säntis           | Motorschiff  | 2007 | 300   | ZSG-Werft     | 440 kW (MAN)          | |                                                                  |
| Albis            | Motorschiff  | 1997 | 300   | Bodan         | 2 × 250 kW (MAN)      | | 2010 vor Wollishofen, im Hintergrund die Alpen                   |
| Albis            | Motorschiff  | 2013 | 300   | ZSG-Technik   | 3 × 250 kW (MAN)      | |                                                                  |
| Pfannenstiel     | Motorschiff  | 1998 | 300   | Bodan         | 2 × 250 kW (MAN)      | | 2010 bei Zürich, im Hintergrund der Albispass                    |
| Pfannenstiel     | Motorschiff  | 2013 | 300   | ZSG-Technik   | 3 × 250 kW (MAN)      | |                                                                  |
| Uetliberg        | Motorschiff  | 1999 | 300   | Bodan         | 2 × 250 kW (MAN)      | | 2018 vor dem namengebenden Uetliberg                             |
| Uetliberg        | Motorschiff  | 2013 | 300   | ZSG-Technik   | 3 × 250 kW (MAN)      | |                                                                  |
| Bachtel          | Motorschiff  | 1962 | 250   | Bodan         | 250 kW (MAN)          | | 2023 vor Thalwil                                                 |
| Bachtel          | Motorschiff  | 2010 | 250   | Bodan         | 279 kW (MAN)          | |                                                                  |
| Zimmerberg       | Motorschiff  | 2001 | 150   | Bodan         | 2 × 147 kW (MAN)      | | 2008 Schifflände Wädenswil                                       |
| Zimmerberg       | Motorschiff  | 2009 | 150   | MABO          | 2× Deutz 166 kW1013   | |                                                                  |
| Zimmerberg       | Motorschiff  | 2021 | 130   | ZSG-Technik   | 2× 208 kW (CAT C7.1)  | |                                                                  |
| Forch            | Motorschiff  | 2001 | 150   | Bodan         | 2 × 147 kW (MAN)      | | 2009 bei Stäfa                                                   |
| Forch            | Motorschiff  | 2009 | 150   | MABO          | 2× Deutz 166 kW1013   | |                                                                  |
| Forch            | Motorschiff  | 2020 | 130   | ZSG-Technik   | 2× 208 kW (CAT C7.1)  | |                                                                  |
| Fluvius          | Limmatschiff | 2023 | 60    | Ostseestaal   | 2 × 55 kW (Kräutler)  | | 2023 bei der Jungfernfahrt                                       |
| Navalis          | Limmatschiff | 2023 | 60    | Ostseestaal   | 2 × 55 kW (Kräutler)  | | 2023 ELimmatboot Navalis auf der Limmat                          |
| Pontus           | Limmatschiff | 2023 | 60    | Ostseestaal   | 2 × 55 kW (Kräutler)  | | 2023 Taufe der drei eLimmatboote                                 |
| Felix            | Limmatschiff | 1993 | 51    | Bodan         | 2 × 58 kW (MWM)       | bis 2023; ersetzt durch die elektrisch betriebenen eLimmatboote Fluvius, Navalis und Pontus | 2018 vor der Quaibrücke                                          |
| Regula           | Limmatschiff | 1993 | 51    | Bodan         | 2 × 58 kW (MWM)       | bis 2023; ersetzt durch die elektrisch betriebenen eLimmatboote Fluvius, Navalis und Pontus | 2008 auf der Limmat                                              |
| Turicum          | Limmatschiff | 1992 | 51    | Bodan         | 2 × 58 kW (MWM)       | bis 2023; ersetzt durch die elektrisch betriebenen eLimmatboote Fluvius, Navalis und Pontus | 2010 vor dem Utoquai                                             |
| Etzel            | Motorschiff  | 1934 |       | Escher Wyss   |                       | bis 2001: Erstes Motorschiff auf dem Zürichsee, erbaut von Escher Wyss & Cie. in Zürich; 2001 ausgemustert, revidiert und an die «Genossenschaft MS Etzel» übergeben | 2010 vor dem Utoquai in Zürich                                   |
| Halbinsel Au     | Landi-Schiff |      |       | Escher Wyss   |                       | bis 1990er Jahre; früher Schwan; später als Euro in Amsterdam |                                                                  |
| Möwe             | Landi-Schiff |      |       | Escher Wyss   |                       | bis 1990er Jahre; später als Gueuse in Brüssel, Sterna in Antwerpen | 2006 als Gueuse in Brüssel                                       |
| Speer            | Landi-Schiff |      |       | Escher Wyss   |                       | bis 1990er Jahre; früher Taucherli; später als Elvira im IJsselmeer | 2025 als Elvira auf dem IJ in Amsterdam                          |
| Ente             | Landi-Schiff |      |       | Escher Wyss   |                       | bis 1940; dann als Oberhofen auf dem Thunersee | 1952 als Oberhofen auf dem Thunersee                             |
| Ufenau           |              |      |       | Bodan         |                       | bis 2001: wurde an die Schiffahrtsbetrieb Hensa AG in Rapperswil SG verkauft. Sie fuhr unter dem Namen Davidoff und ist im Hafen Rapperswil stationiert. Anfang 2021 übernahm die GENUSSSCHIFF AG das Schiff und betreibt es als einziges Loungeschiff auf dem Zürichsee. Es fährt wieder unter dem ursprünglichen Namen MS Ufenau. Hauptmieter ist der Verein «Smoke on the Water», der Genuss- und Zigarrenabende auf dem Zürichsee veranstaltet.                                                               | 2008 als Davidoff der Hensa AG in Rapperswil                     |
| Glärnisch        | Motorschiff  | 1955 |       | Escher Wyss   |                       | bis 2006: Mit dem Bau der MS 700 und mangelnden Perspektiven für einen weiteren Einsatz absolvierte die Glärnisch am 15. Oktober 2006 ihre letzte Kursfahrt bei der ZSG. Während des reduzierten Winterfahrplans folgte mit der übrigen Flotte nochmals ein Einsatz als geankertes Ausstellungsschiff an der Weinmesse Expovina und eine Abschiedsfahrt am 8. Dezember mit anschliessender Überführung und Übergabe an den neuen Eigner in Wädenswil. Seit Frühjahr 2007 dient die Glärnisch dort als Restaurant. | 2008 Restaurantschiff in Wädenswil                               |
| Stäfa            |              |      |       | Escher Wyss   |                       | später als Restaurantschiff beim Quartierzentrum Zürich-Wollishofen | 2010 als Restaurantschiff in Zürich-Wollishofen                  |

### Neubeschaffungen und Ausmusterungen
Die drei «Landi»-Schiffe (Halbinsel Au, Möwe, Speer), die zusammen mit der Etzel während der Landesausstellung 1939 in Zürich Dienst im unteren Seebecken zwischen den beiden Arealen der Ausstellung taten, wurden Ende der 1990er Jahre ausgemustert. Die Halbinsel Au und die Speer wurden nach Holland verkauft, die Möwe nach Belgien. Das vierte baugleiche Schiff Ente gelangte nach der Landesausstellung als Oberhofen auf den Thunersee. Ersetzt wurden die vier Schiffe durch den grösseren Albis-Typ (300 Personen; Albis, Pfannenstiel, Uetliberg) und einen etwas kleineren Schiffstyp (150 Personen; Zimmerberg, Forch). Die Etzel ist noch heute erhalten und wird von einem Verein betrieben, gegründet von ZSG-Mitarbeitern.
Die Panta Rhei ersetzte 2007 indirekt die 300 Personen fassende MS Glärnisch. Ursprünglich sollte die Glärnisch versuchsweise dazu genutzt werden, mit Rundfahrten ab Rapperswil das touristische Angebot auf dem Obersee auszubauen und zudem die Erschliessung von Ufenau und Pfäffikon SZ zu verbessern. Da sich der Stadtrat der Gemeinde Rapperswil-Jona als einziger der betroffenen Seegemeinden weigerte, seinen Anteil an den Kosten zu übernehmen, liess die ZSG das Projekt fallen. Im August 2006 wurde das Schiff an einen Wädenswiler Bootsvermieter verkauft, der die Glärnisch nach ihrer Ausmusterung im Dezember zu einem im Hafen von Wädenswil fest geankerten Restaurant-Schiff umbauen liess.
Zum Ersatz der drei Limmatschiffe mit Dieselmotoren wurden 2021 drei Elektroschiffe des Typs ASP-60-M für 61 Personen bei der Ostseestaal in Deutschland bestellt. Das erste Schiff wurde im Juni 2022 von der Werft in Stralsund nach Zürich überführt. Seit dem 2. April 2023 sind die drei vollelektrischen Limmatboote in Betrieb.

### Schiffe von Vorgängergesellschaften (Auswahl)

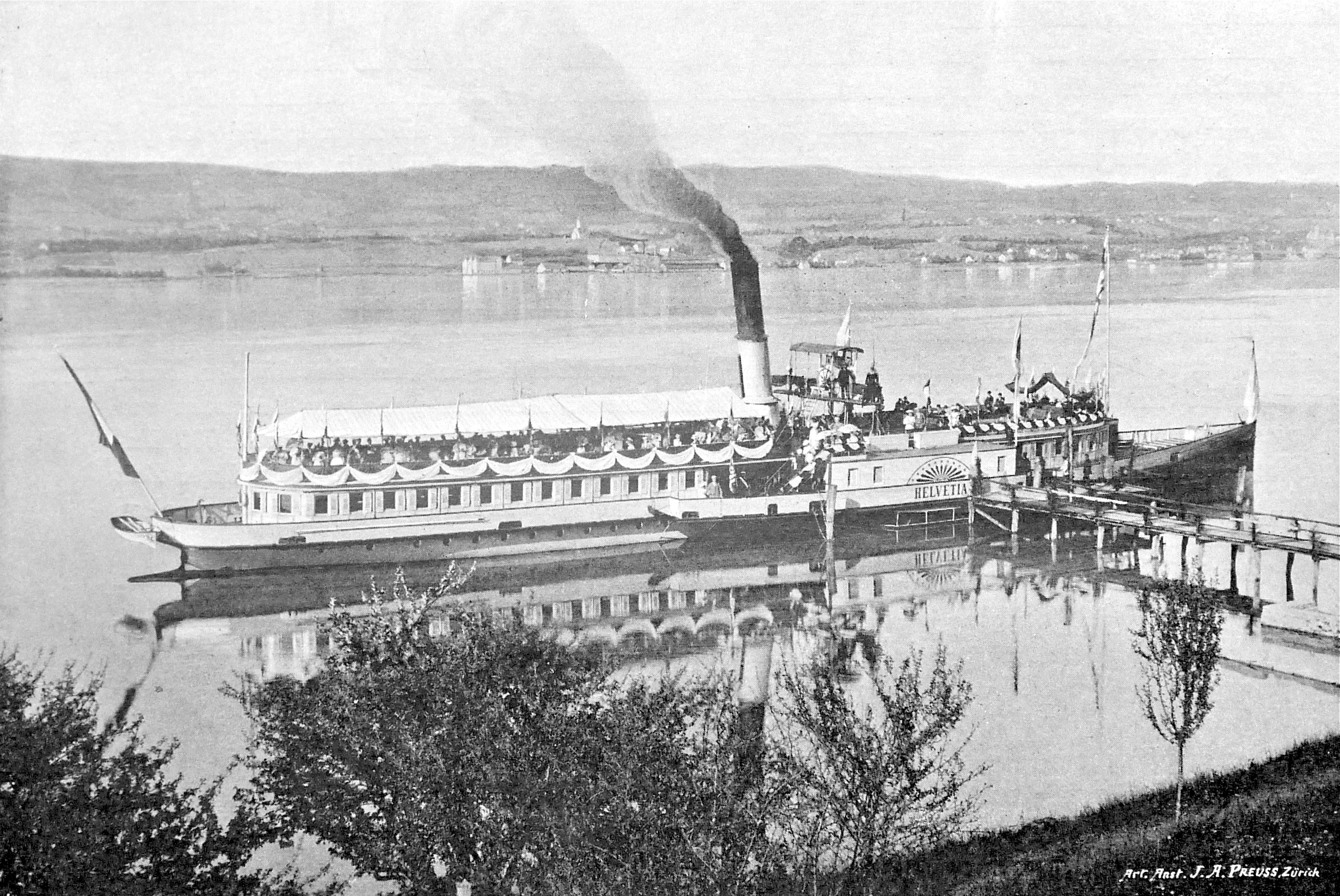
Die Helvetia bei der Halbinsel Au (1894)

Ausser Dienst gestellte Dampfschiffe der Vorgängergesellschaften der heutigen ZSG:
- Die Minerva war das erste mit einer Dampfmaschine betriebene Schiff auf dem Zürichsee. Am 19. Juli 1835 erfolgte die erste Fahrt. 1839 wurde die Minerva für weitere Fahrten auf den Walensee verlegt und durch den Dampfer Republikaner ersetzt.
- Die Delphin lief 1843 von Stapel, sie gehörte der Vereinigten Dampfschiffgesellschaft Zürich- und Walensee. In der Sturmnacht vom 16. auf den 17. Dezember 1850 ging die Delphin unter, wobei 13 Menschen ihr Leben verloren.
- Die Helvetia lief 1875 von Stapel, sie war bis 1959 in Betrieb. Bis 1961 diente sie als Restaurant, dann wurde sie nach Nuolen geschleppt und 1963 verschrottet.

## Werft

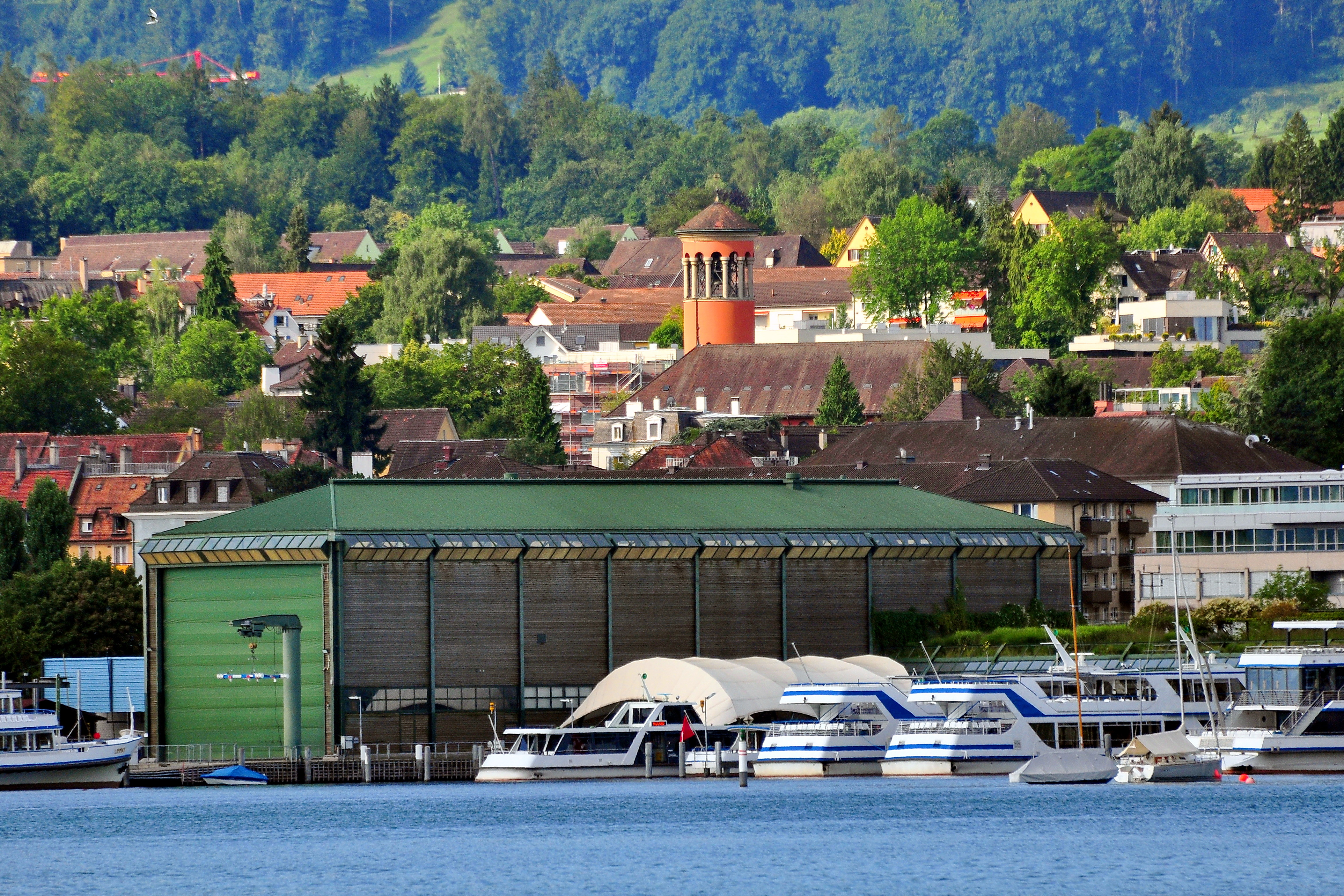
Das Werftgelände der ZSG

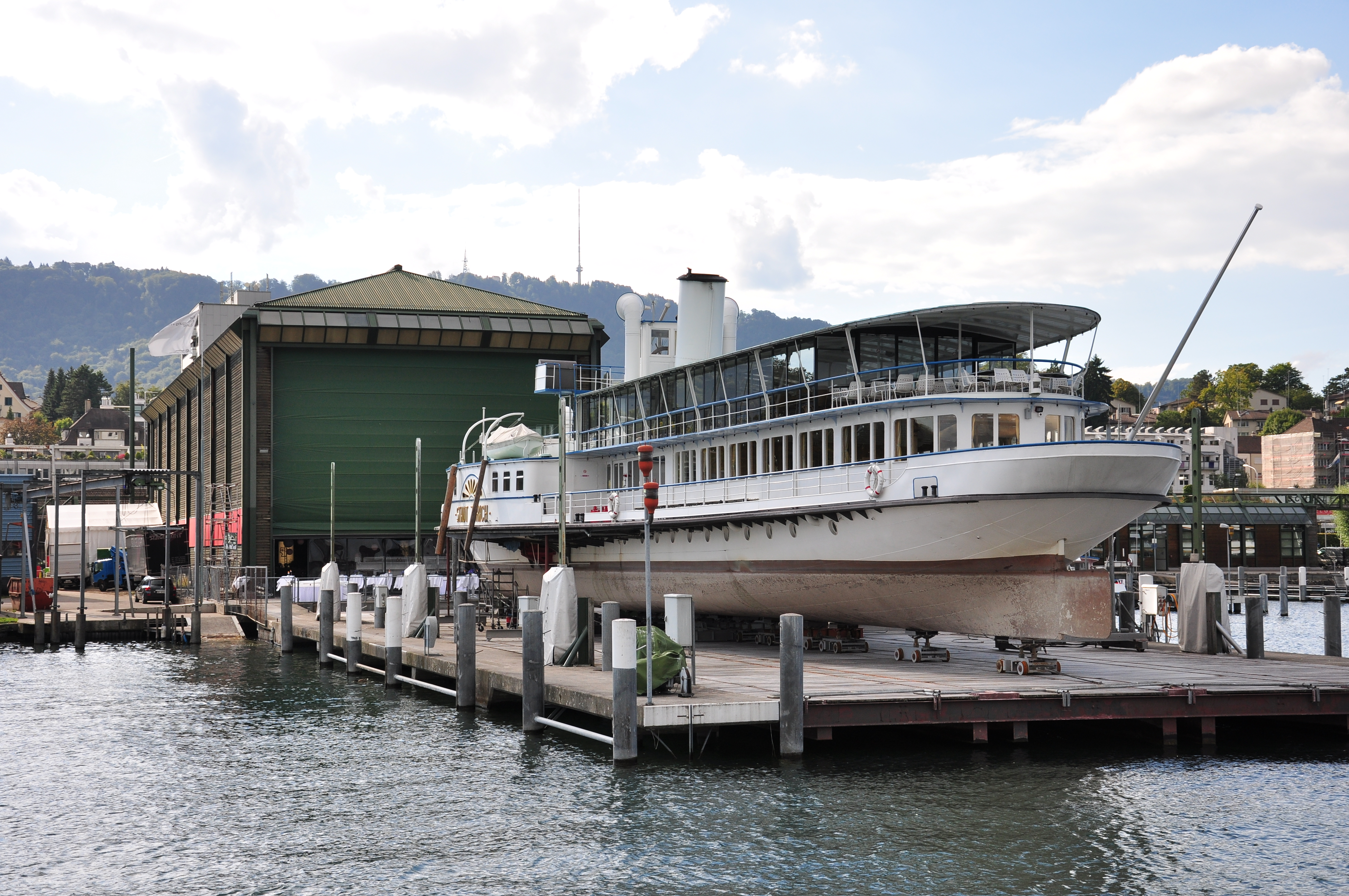
Werfthalle der ZSG in Wollishofen mit der aufgebockten Stadt Zürich nach einem Schaufelbruch (2010)

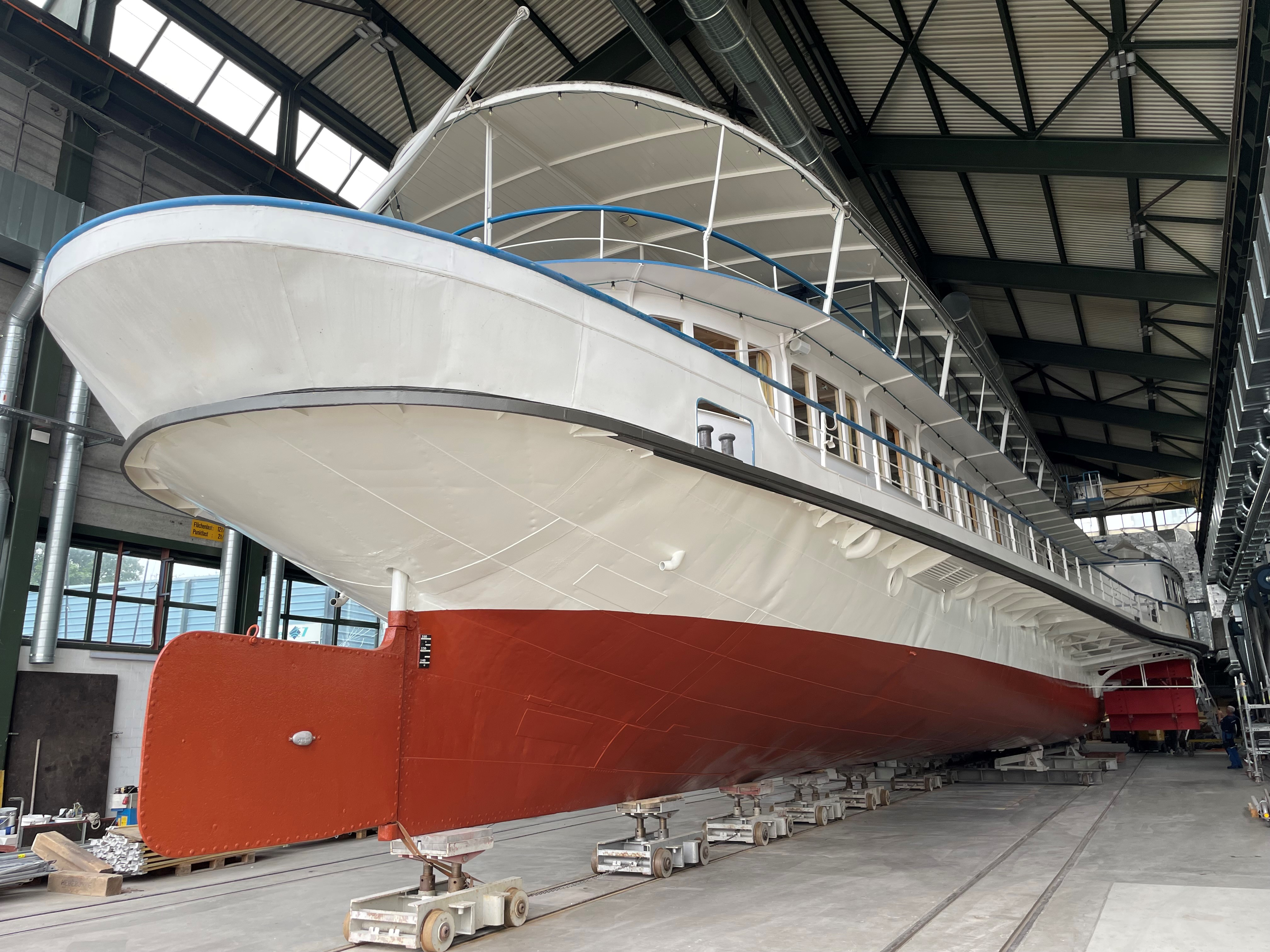
Die Stadt Zürich in der Werft (2023)

Die Schiffswerft der ZSG im Zürcher Stadtteil Wollishofen ist Teil des ZSG-Hauptsitzes, der neben dem Verwaltungsgebäude, Betriebs- und Gastronomiegebäuden auch den Betriebshafen mit Schiffsankerplätzen für die gesamte Flotte umfasst.
Die Werfthalle mit gut 1100 m² Nutzfläche (64 × 18 Meter) ist vollumfänglich auf das Bedürfnis ausgelegt, den grössten Schiffstyp – die Schaufelraddampfer mit den Dimensionen 59 × 13 Meter – vollständig in die Halle ziehen zu können. Sämtliche «modernen» Schiffe weisen, trotz teilweise höherer Passagierkapazität, kleinere Dimensionen auf, wobei bei Neubeschaffungen die Grösse der Werfthalle die maximalen Schiffsdimensionen mitbestimmt. Die Halle erlaubt parallele Arbeiten an zwei Schiffen, der Grösse der MS Säntis oder kleiner, was bei längerfristigen Revisionen praktiziert wird.
Die Halle ist nicht als klassisches Trockendock ausgelegt, sondern liegt à Niveau und ist permanent trocken. Die Schiffe werden mit einer Hebebühne ausgewassert und dabei auf schienengeführte Stützen und Gestelle gelagert – ähnlich einem Rollwagen – auf denen sie mit Seilwinden in die Halle gezogen werden können. Das Einwassern gestaltet sich analog in umgekehrter Reihenfolge.
Im Gegensatz zum ganzjährigen Fährbetrieb zwischen Horgen und Meilen ist die ZSG gesamthaft touristisch geprägt, mit stark asymmetrischer Sommer- und Wintersaison. Dies schlägt sich in der Nutzung und Auslastung der Werft nieder, die im Regelfall nur während der Wintersaison ausgelastet wird. In diesem Zeitraum können Schiffe für längere Zeit für Arbeiten ausser Dienst genommen werden, ohne dass es zu betrieblichen Engpässen kommt.
Während der Sommersaison steht die Werft in der Regel leer und wird von der ZSG als Eventhalle vermietet. Da es sich um eine reine Betriebswerft handelt, werden von der ZSG grundsätzlich keine Fremdaufträge ausgeführt. Dies hängt damit zusammen, dass praktisch das gesamte Werftpersonal über eine Ausbildung in einem Zweitberuf verfügt, den es während der Sommersaison für die ZSG ausübt. Trotz dem saisonal schwankenden Angebot verfügt das Unternehmen so über einen verhältnismässig hohen Anteil an Ganzjahres-Mitarbeitern.
Einzige nennenswerte Ausnahme bildet die FHM, die keine eigenen Werftanlagen besitzt und ihre Fähren nur in der ZSG-Werft aus- und einwassern kann. So wurde – in Abstimmung mit dem Sommerfahrplan der ZSG – im April 2017 mit der Endmontage des FS Meilen (II) in der Werft begonnen. Die Fähre wurde am 3. August 2017 eingewassert und löste am 24. September 2017 nach 38 Betriebsjahren das FS Meilen (I) ab.
Das ZSG-Areal verfügte über ein normalspuriges Anschlussgleis zum SBB-Bahnhof Wollishofen unmittelbar gegenüber der die Areale trennenden Seestrasse. Dies ermöglichte die Anlieferung von Material und Betriebsstoffen. Da das ZSG-Areal unmittelbar am Ufer liegt und den Uferweg durchtrennt, wurde beim Neubau der Werft und der Betriebsgebäude eine öffentliche Passerelle durch das Areal erstellt. Nördlich und südlich des Areals führen vom Uferweg Rampen auf eine begrünte Dachterrasse, die als Zuschauerterrasse einen direkten Blick auf die Ankerplätze der ZSG-Flotte bietet. Als Fussgängerbrücke führt die Dachterrasse an der landseitigen Stirnseite der Werfthalle vorbei, die auf dieser Höhe verglast ist, um einen Einblick ins Innere zu ermöglichen.